# William Thornton (astronauta)
William Edgar Thornton (Faison, 14 de abril de 1929 – Fair Oaks Ranch, 11 de janeiro de 2021) foi um médico e astronauta norte-americano.
Formado em Física e Medicina e com curso de oficial da reserva da Força Aérea dos Estados Unidos, foi selecionado pela NASA como astronauta-cientista em 1967. Atuou como membro da equipe de apoio aos astronautas das missões Skylab e foi o principal pesquisador das experiências científicas realizadas por este programa espacial nas suas áreas.
Durante as primeiras missões do programa do ônibus espacial, ele dedicou-se principalmente à pesquisa da síndrome de adaptação dos humanos no espaço. Veterano de duas missões espaciais e 313 horas no espaço, seu primeiro voo foi na STS-8 a bordo da Challenger, em agosto de 1983, o primeiro lançamento e a primeira aterrissagem noturna do ônibus espacial. 
Em abril de 1985 foi pela segunda vez à órbita terrestre, como especialista de missão da STS-51-B na Challenger, uma missão que transportou o Spacelab com pesquisas da Agência Espacial Européia.
Thornton continuou a pesquisar e trabalhar em medicina espacial após seus voos, e publicando estudos sobre os efeitos da microgravidade no corpo humano, até se retirar da NASA em maio de 1994, aos 65 anos.
Morreu em 11 de janeiro de 2021, aos 91 anos.